# Марк Нілсен (тенісист)
Марк Нілсен (англ. Mark Nielsen; нар. 8 жовтня 1977) — колишній новозеландський тенісист.
Найвищу одиночну позицію світового рейтингу — 172 місце досяг 15 травня 2000, парну — 171 місце — 15 вересня 2003 року.

## Титули на челленджерах

### Парний розряд: (3)
| Ранг | Рік  | Турнір               | Покриття | Партнер         | Суперники                    | Рахунок  |
| ---- | ---- | -------------------- | -------- | --------------- | ---------------------------- | -------- |
| 1.   | 2000 | Вайден, Німеччина    | Ґрунт    | Андрій Столяров | Даніель Ельснер Анді Фальке  | 7–5, 6–3 |
| 2.   | 2002 | Сеул, Південна Корея | Тверде   | Джеймон Крабб   | Федеріко Бровне Рогір Вассен | W/O      |
| 3.   | 2005 | Тольятті, Росія      | Тверде   | Скотт Ліпскі    | Флавіо Чіполла Массімо Очера | 6–2, 6–3 |